# 王集镇 (泗阳县)
王集镇，是中华人民共和国江苏省宿迁市泗阳县下辖的一个乡镇级行政单位。2020年7月，撤销王集镇、南刘集乡，设立新的王集镇。以原王集镇、南刘集乡的行政区域为王集镇行政区域。

## 行政区划
王集镇下辖以下地区：
王集社区、集东社区、直属社区、跃进村、曙光村、花园村、刘滩村、前胡村、刘湾村、南圩村、武集村、魏圩村、徐渡村、大同村、蒋渡村、前圩村、张坝村、板桥村、古墩村和梨树村。